# Скучайте, Рамуте
Раму́те Скуча́йте (лит. Ramutė Skučaitė; род. 27 ноября 1931, Паланга) — литовская поэтесса, драматург, прозаик и переводчик, автор произведений для детей; лауреат Национальной премии Литвы по культуре и искусству (2009).

## Биография
В 1949 году была выслана в Сибирь. В Иркутске училась в Институте иностранных языков, в 1953—1954 годах работала в школе в Зиме. В 1956 году вернулась в Литву. В 1956—1959 годах училась в Вильнюсском педагогическом институте, по специальности французский язык и литература. В 1958—1960 годах работала в редакции вильнюсской городской газеты „Vakarinės naujienos“ («Вечерние новости»). Позднее работала в информационном агентстве Эльта (1964—1966, в журналах для детей „Genys“, „Žvaigždutė“. В 1992 году редактировала журнал „Ant mamytės kelių“.
Первые стихи опубликовала в 1957 году. С 1969 года член Союза писателей Литвы. Жена поэта и переводчика Юозаса Мацявичюса.

## Литературная деятельность
Своими стихами дебютировала в печати в 1957 году. Выпустила несколько книг лирики и сборников стихотворений для детей, а также пьес и сказок.
Перевела либретто около 30 опер и оперетт. Переводит с польского, русского, французского языков. В переводах Скучайте печатались стихи Агнии Барто, Юрия Кобрина, Марины Цветаевой, также стихи для детей в переводах с аварского, белорусского, латышского, украинского, туркменского и других языков.
В театрах Литвы и СССР ставились её пьесы: в Академическом театре драмы — пьеса для детей „...Vienas sviedinukas man“ (1966), пьеса „...Ir teisė mylėti“ (1967), в Каунасском музыкальном театре — пьесы для детей „Mergytė ieško pasakos“ (1972), „Tegu mergytė šypsosi“ («Пусть девочка улыбается», 1973), в Молодёжном театре Литвы — пьеса для детей „Viens-du-trys“ (1974) и другие. На Литовском телевидении была осуществлена постановка телевизионного спектакля по пьесе Скучайте „Mezginių pasaka“ (1968).
На русском языке печатались стихотворения Скучайте в переводах Зои Александровой, Михаила Двинского, Юрия Кобрина, Надежды Мальцевой.

## Издания

### Книги стихов
- Žydintis speigas: eilėraščiai. Vilnius: Vaga, 1965
- Keliai ir pakelės: eilėraščiai. Vilnius: Vaga, 1969
- Pusiausvyra: eilėraščiai. Vilnius: Vaga, 1972
- Apeisim ežerą: eilėraščiai. Vilnius: Vaga, 1977.
- Vijoklis viršum sparno: eilėraščiai. Vilnius: Vaga, 1984
- Taip ir ne: eilėraščiai. Vilnius: Vaga, 1988
- Dar šneka vanduo: eilėraščiai. Vilnius: Vaga, 1981
- Praeiviai be praeities: eilėraščiai. Vilnius: Trys žvaigždutės, 1996
- Tiek turi: eilėraščiai. Vilnius: Trys žvaigždutės, 2006.
- Varinis angelas: eilėraščiai, užrašai. Vilnius: Lietuvos rašytojų sąjungos leidykla, 2006
- Равновесие: Стихи. Пер. с литов. Н. Мальцевой. Москва: Советский писатель, 1980. 127 с.

### Сборники стихов для детей
- Gėlių gegužinė: eilėraščiai. Vilnius: Vaga, 1969
- Kiškių troleibusai: eilėraščiai. Vilnius: Vaga, 1970
- Kas klausosi lietučio: eilėraščiai. Vilnius: Vaga, 1972
- Susiradom smuiko raktą: eilėraščiai. Vilnius: Vaga, 1980
- Uogelės ant smilgos: eilėraščiai. Vilnius: Vaga, 1982
- Žvangučiai. Vilnius: Vaga, 1984
- Laikrodis be gegutės: eilėraščiai. Vilnius: Vyturys, 1985
- Sukit sukit galveles: eilėraščiai. Kaunas: Šviesa, 1984
- Medžio dovanos: eilėraščiai. Vilnius: Vyturys, 1985
- Neskubėkim ir atspėkim: eilėraščiai. Vilnius: Vyturys, 1987
- Pirmas au priklauso laumei: eiliuoti galvosūkiai. Vilnius: Alka, 1991
- Lopšinė ešeriukui: eilėraščiai vaikams. Vilnius: Vyturys, 1993
- Spalvos ir skaičiukai: eilėraščiai vaikams. Vilnius: Kronta, 1997
- Raidžių namučiai: eilėraščiai vaikams. Vilnius: Kronta, 1997
- Čirkšt virėjas patarėjas: eilėraščiai vaikams. Vilnius: Kronta, 1998
- Laiškas sekmadieniui: eilėraščiai vaikams. Vilnius: Vaga, 1998
- Vaikams vanagams: knygelė skaityti ir mąstyti: eilėraščiai vaikams. Vilnius: Meralas, 1999
- Takelis iš naujo: eilėraščiai vaikams. Vilnius: Lietuvos rašytojų sąjungos leidykla, 2001
- Pasaką skaitau, pasaką piešiu: eilėraščiai vaikams. Vilnius: Gimtasis žodis, 2005
- Aš esu — kas?: eilėraščiai vaikams. Vilnius: Kronta, 2006
- Под зелёным зонтиков: Стихи. Для дошкольного возраста. Пер. с литовского З. Александровой. Москва: Детская литература, 1975
- Приглашение: Стихотворения. Для млад. шк. возраста. Авториз. пер. с литовского Юрия Кобрина. Вильнюс: Витурис, 1988. 77 с.

### Сказки и пьесы
- Klaidų miestas: pasaka. Vilnius: Vaga, 1966
- Septinta kėdė: pjesė. Vilnius: Vaga, 1971
- Mergytė ieško pasakos: 2-jų dalių pjesė. Vilnius: Vaga, 1973

### Переводы с французского языка
- Valérie LeDu. Vaikų atlasas. Vilnius: Kronta; Tallinn: Avita, 1997
- Sigrit Lilleste, Ester Metsalu. Skaičių sąsiuvinis. Vilnius: Kronta; Tallinn: Avita, 1997
- Charles Perrault. Motulės Žąsies pasakos: senų laikų istorijos ir pasakos. Vilnius: Nieko rimto, 2006

## Награды и звания
- Премия Литовского комсомола за книгу стихотворений для детей „Žvangučiai“ (1980)
- Почётная грамота Верховного Совета Литовской ССР (1981)
- Рыцарский крест ордена Великого князя Литовского Гядиминаса (1997)
- Премия ЮНЕСКО за книгу „Laiškas sekmadieniui“ на Лейпцигской книжной ярмарке (2000)
- Приз Весны поэзии за лучшую поэтическую книгу для детей (2007) m. Poezijos pavasario prizas už geriausią poezijos knygą vaikams ( „Aš esu – kas?“, „Tiek turi“, „Varinis angelas“ ).
- Национальная премия Литвы по культуре и искусству (2009)